# زالزالک مکزیکی
زالزالک مکزیکی (نام علمی: Crataegus mexicana) نام یک گونه از سرده زالزالک است.

## نگارخانه

زالزالک درحال پخت
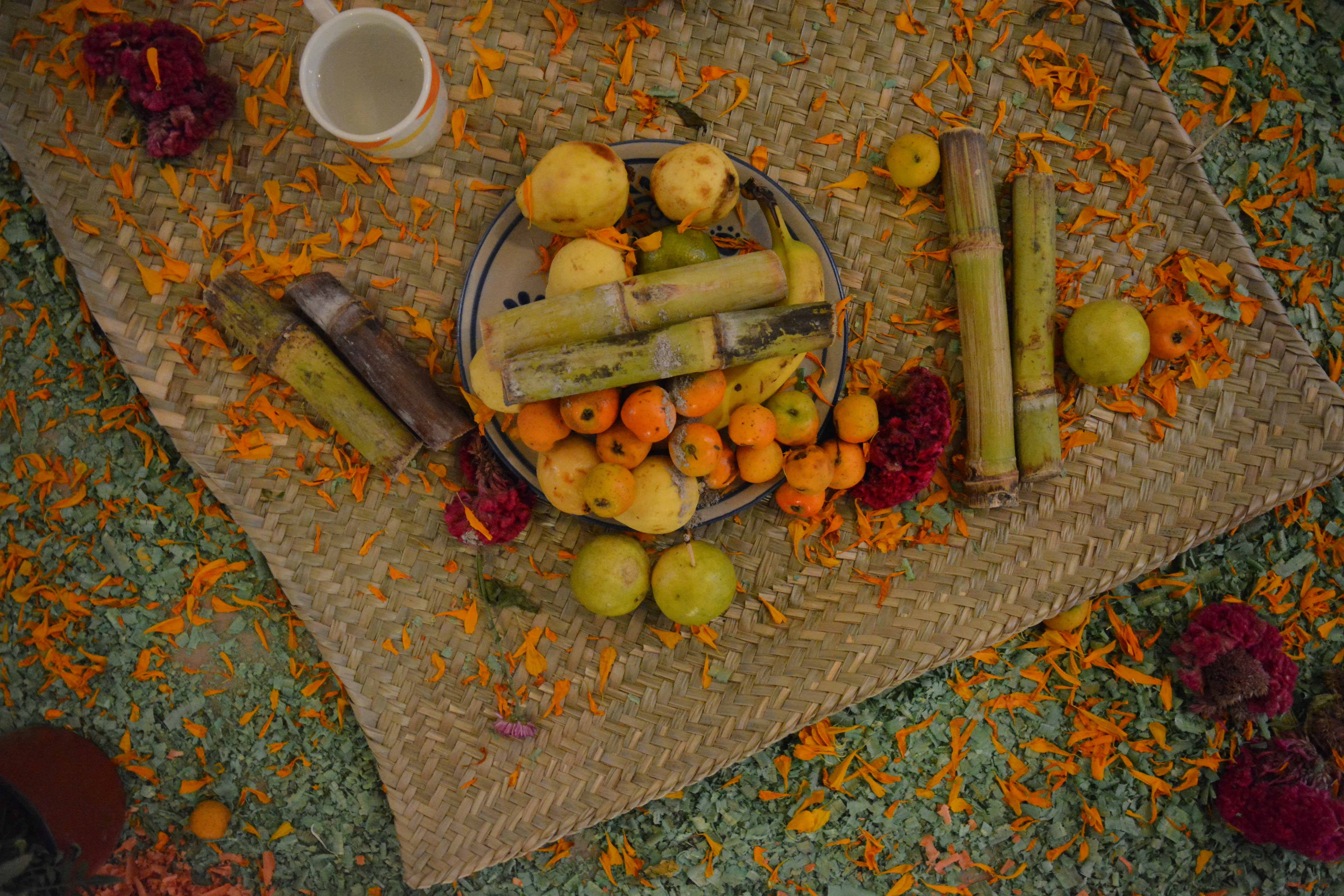
زالزالک
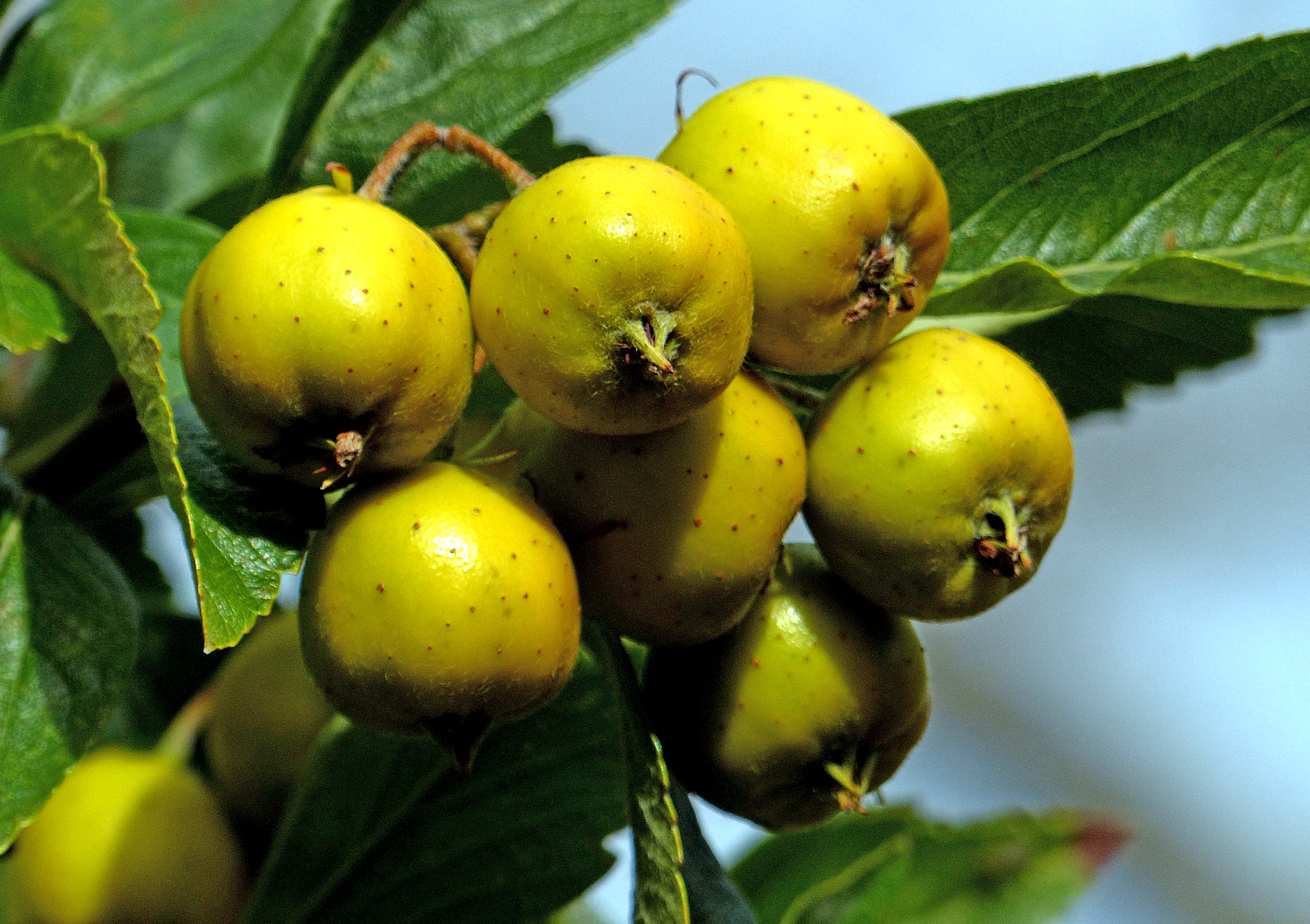
زالزالک کال